# Kurtze Beschreibung und Erzehlung von einem Juden mit Namen Ahasverus

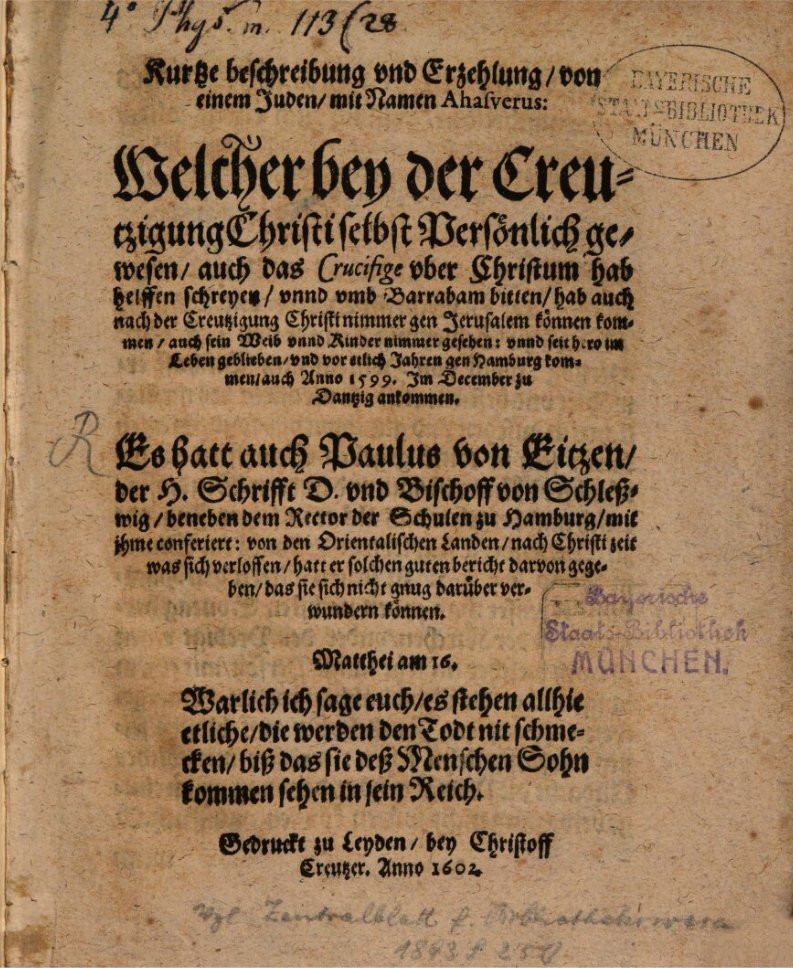
Titelblatt der nur 8 bedruckte Seiten umfassenden Schrift

Die Kurtze Beschreibung und Erzehlung/ von einem Juden/ mit Namen Ahasverus (kurz: Kurze Beschreibung) ist ein von einem bislang unbekannten Verfasser veröffentlichtes Flugblatt aus dem Jahr 1602. In dieser weitflächig in der Öffentlichkeit verbreiteten Erzählung liegt die spätere antisemitische Legende vom Ewigen Juden begründet, die zahlreiche literarische Werke der folgenden Jahrhunderte inspirierte und die Figur des Ewigen Juden zu einer emblematischen Gestalt in der Theologie und Philosophie werden ließ.

## Inhalt der Erzählung
Ein Ich-Erzähler gibt wieder, was der Schleswiger Bischof Paul von Eitzen (1521–1598) angeblich ihm und anderen mehrmals erzählt habe:
Von Eitzen habe im Winter 1542 in einer Kirche in Hamburg während des Gottesdienstes einen hochgewachsenen, langhaarigen Mann mittleren Alters gesehen, barfuß und dürftig bekleidet. Der Unbekannte habe andächtig und fast bewegungslos der Predigt zugehört; doch als der Name Jesus Christus gefallen sei, habe er sich an die Brust geschlagen und tief geseufzt. Von Eitzen habe sich nach dem seltsamen Menschen erkundigt und erfahren, dieser nenne sich Ahasverus und sei bereits seit einigen Wochen da. Er gebe an, ein geborener Jude aus Jerusalem zu sein, Schuhmacher von Beruf, die Kreuzigung Christi miterlebt zu haben und seither durch viele Länder gereist zu sein. Er wisse viel zu berichten von der Passion Jesu, was nicht in den Evangelien stehe, und von den Aposteln. Darauf habe von Eitzen eine Gelegenheit gesucht, selbst mit dem Fremden zu sprechen, und schließlich Folgendes von ihm erfahren:
Ahasverus habe Christus für einen „Ketzer und Verführer“ gehalten, „weil er anders nichts gewusst, auch von den hohen Priestern und Schriftgelehrten, denen er zugetan gewesen, anders nit gelernet gehabt“. Darum habe er sich nach Kräften dafür eingesetzt, dass Jesus angeklagt und zum Tod verurteilt wurde. Er habe am Weg zur Hinrichtungsstätte gewohnt, und als der Verurteilte unter seinem Kreuz vorbeigeführt wurde, sei er mit seinem kleinen Kind auf dem Arm vor die Tür getreten, um ihn zu sehen. Jesus habe sich „an sein Haus etwas angelehnet“; Ahasverus habe ihn aufgefordert, „sich von dannen weg zu packen und hinaus, da er hingehört, zu verfügen“. Da habe ihn Christus „stark angesehen“ und gesagt:

„Ich will stehen und ruhen, du aber solt gehen.“

Nun habe Ahasverus nicht in seinem Haus bleiben können. Er sei Christus gefolgt und habe die Hinrichtung mit angesehen. Danach habe er nicht in die Stadt Jerusalem zurückkehren können. Er habe seine Frau und sein Kind nie wieder gesehen, sondern sei durch fremde Länder gezogen. Mehrere hundert Jahre später habe er Jerusalem zerstört vorgefunden.

„Was nun Gott mit ihm fürhabe, dass er ihn so lang in diesem elenden Leben herumführe, ob er ihn vielleicht bis am Jüngsten Tag als ein lebendigen Zeugen des Leiden Christi zu mehrer Überzeugung der Gottlosen und Ungläubigen also erhalten wolle, sei ihm unwissent; seines Teils möchte leiden, dass ihn Gott aus diesem Jammertal zu Ruhe abforderte.“

Ahasverus habe von Eitzen und dem Rektor der Schulen zu Hamburg sehr überzeugend von Ereignissen im Orient nach Christi Zeiten erzählt. Er habe nur gesprochen, wenn man ihn gefragt habe, und nie gelacht. Wenn er eingeladen worden sei, habe er wenig gegessen und getrunken. Wenn man ihm Geld schenken wollte, habe er höchstens zwei Schilling angenommen und den Betrag sogleich an Arme weitergegeben: „Er bedürfe es nicht; Gott werde ihn wohl versorgen.“ Überall habe er die Landessprache gesprochen wie ein Einheimischer. Viele Menschen seien von weit her gekommen, um ihn zu sehen und ihm zuzuhören. Den Namen Gottes habe er mit großer Andacht genannt, und wenn er jemand fluchen hörte, habe er diesen Menschen „mit grimmigem Eifer“ ermahnt: Hätte er Christus für uns alle leiden sehen wie er selbst, würde er sich „eher leid tun lassen“ als seinen Namen so missbrauchen.
Ahasverus sei später in Spanien und 1599 in Danzig gesehen worden.

## Intention der Erzählung
Gemäß den Ausführungen Nieds (2002) liegt die Intention des anonymen Verfassers der Flugschrift im Bestreben der Fortsetzung der Judenmission begründet, die im Verlauf des 16. Jahrhunderts durch Lutheraner und Calvinisten betrieben wurde. Zahlreiche, in den unterschiedlichen Drucken ausgewiesene Erscheinungsorte der ersten Version der Erzählung (z. B. Bautzen, Leyden, Straßburg oder Schleswig) spiegeln dem Leser eine hohe Verbreitungsdichte und eine große Popularität der Erzählung vor. Die Geschichte von Ahasverus folge zudem den gängigen Topoi der Zeugenberichte, die für Wunder- und Exempelgeschichten des Mittelalters und der Frühen Neuzeit typisch waren.

## Verbreitung
Bis heute ist unklar, wie weit die Flugschrift in der Bevölkerung tatsächlich verbreitet war. Eine hohe Dichte an Nachdrucken in den Folgejahren nach dem erstmaligen Erscheinen der Kurzen Beschreibung lässt gemäß Appel (2022) auf der Basis der Forschungen Leonhard Neubaurs aber darauf schließen, dass die Flugschrift über das gesamte 17. Jahrhundert hinweg durchaus populär gewesen sein dürfte. So wurde die Erzählung unter anderem 1603, 1613, 1634 und 1650 nachgedruckt und als Massendruck unter das Volk gebracht.

## Einstellung zu den Juden
Die Ursprungsschrift von 1602 weist gemäß den Ausführungen Appels trotz ihrer Ausrichtung auf die Judenmission noch keine dezidiert antijüdischen Elemente auf. Die Figur des Ahasverus wird als „einzelner Frevler“ dargestellt, dessen individuelle Verfehlung von Jesus bestraft worden sei.
Die ab 1613 unter anderem durch den unter Pseudonym arbeitenden Chrysostomus Dudulaeus Westphalus veröffentlichten Versionen der Flugschrift (Duduläus-Pamphlete) hätten diese neutrale Position der Ursprungsschrift jedoch eindeutig hin zu einer antijüdischen Schmähschrift verschoben, was sich unter anderem durch die Ergänzung der Schrift durch unterschiedliche Zusätze (z. B. die Erinnerung an den christlichen Leser von diesem Juden) zeige. In den Folgeschriften sei gemäß den Ausführungen Victoria Gutsches somit eine deutliche „Um- und Abwertung der Figur des Ahasverus“ zu erkennen.